# Swartzia schultesii
Swartzia schultesii är en ärtväxtart som beskrevs av John Macqueen Cowan. Swartzia schultesii ingår i släktet Swartzia och familjen ärtväxter. Inga underarter finns listade i Catalogue of Life.